# Rhinella nesiotes
Espèce
Synonymes
- Bufo nesiotes Duellman & Toft, 1979

Statut de conservation UICN

 VU  : Vulnérable
Rhinella nesiotes est une espèce d'amphibiens de la famille des Bufonidae.

## Répartition
Cette espèce est endémique de la région de Huánuco au Pérou. Elle  se rencontre entre 600 et 2 000 m d'altitude dans la Serranía de Sira.

## Publication originale
- Duellman & Toft, 1979 : Anurans from Serranía de Sira, Amazonian Perú: Taxonomy and Biogeography. Herpetologica, vol. 35, no 1, p. 60-70.